# SK Slavia Praha (ženy)

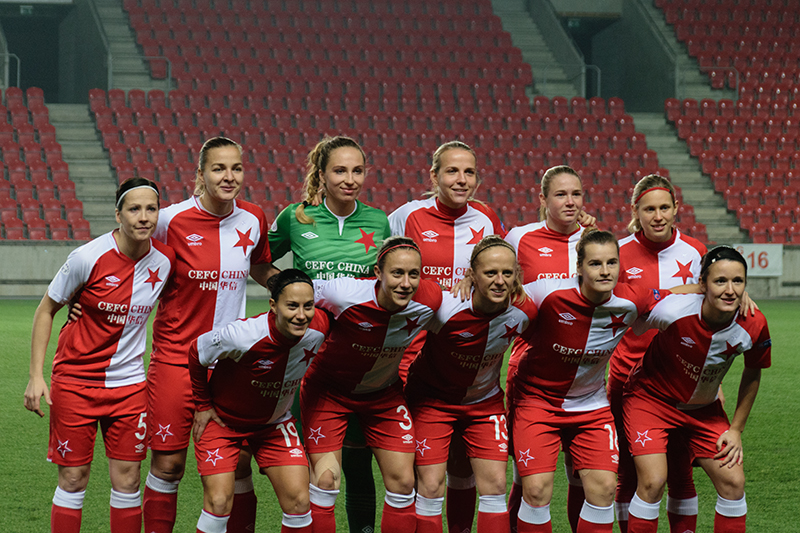
Ženy Slavia Praha v roce 2017

Ženská sekce SK Slavia Praha je český ženský fotbalový klub pocházející z Prahy. Klub hraje českou nejvyšší soutěž, ve které společně s městskými rivalkami z AC Sparta Praha dominují.

## Historie
Jedná se o nejstarší oficiální ženský fotbalový oddíl v Česku. První družstvo bylo sestaveno ze slávistických házenkářek před turnajem O perníkové srdce, což byl turnaj v ženském fotbalu, který uspořádal týdeník Mladý svět v říjnu 1966. Ženy Slavie ve finále porazily Spartu 1:0. Prvním trenérem byl Vilém Marzin. V únoru následujícího roku byl z turnajového družstva založen oficiální klub. Hned v prvním roce existence byl pozván do Itálie, kde porazil mimo jiné italského mistra Inter Milán 7:0. V letech 1966-1970 nenašly ženy Slavie přemožitele v Československu ani v zahraničí. Turnaj O perníkové srdce vyhrály celkem 13x z 26 ročníků. 

## Trofeje
- Mistryně Československa (14): 1967/68, 1968/69, 1969/70, 1970/71, 1971/72 , 1973/74, 1974/75, 1977/78, 1978/79, 1982/83, 1986/87, 1987/88, 1991/92 a 1992/93
- I. liga žen (11): 2002/03, 2003/04, 2013/14, 2014/15, 2015/16, 2016/17, 2019/20, 2021/22 , 2022/23, 2023/24, 2024/25
- Český pohár (6): 2013/14, 2015/16, 2021/22 , 2022/23, 2023/24, 2024/25

## Účasti v Lize mistryň
Do skupinové fáze ligy mistryň se slávistky probojovaly již pětkrát v historii soutěže, založené v roce 2001. Poprvé se tak stalo v sezóně 2015/16, ve které skončily ve čtvrtfinále. Ve stejném stádiu vyřazovacích bojů vypadly i v ročnících 2017/18 a 2018/19. V sezónách 2022/23 a 2023/24 skončily v základních skupinách.
V prvním čtvrtfinálovém domácím zápase Slavie proti Bayernu Mnichov v roce 2019 padl český klubový rekord v počtu návštěvníků, kterých na zápas dorazilo 6822.

## Dorostenecký tým
Slavie v současnosti zaštiťuje trénink hráček všech mládežnických kategorií. Nejstarší z nich (dorostenky U18) si v sezóně 2022/23 připsal historicky první titul pro Slavii v této věkové kategorii. Následující sezónu (2023/24) se mladým slávistkám podařilo ligový titul obhájit. 

## Slavné hráčky
- Slávka Vošická – dlouholetá kapitánka
- Marie Ševčíková - mistryně světa 1970 a vicemistryně Evropy 1969, později hráčka Femina BK a ACF Elettroplaid Fiorentina
- Leftera Paraskevopulu
- Jana Mandíková - mistryně světa 1970 a vicemistryně Evropy 1969, později hráčka Femina BK
- Hana Semerádová
- Helena Jindáčková – později hráčka ACF Elettroplaid Fiorentina
- Eva Járková
- Jaroslava Rinnerová-Poláčková – později hráčka A.C.F. Milán
- Blanka Pěničková
- Petra Divišová
- Simona Necidová
- Veronika Pincová
- Barbora Votíková
- Kateřina Svitková
- Olivie Lukášová
- Barbora Votíková